# Постойнска Яма

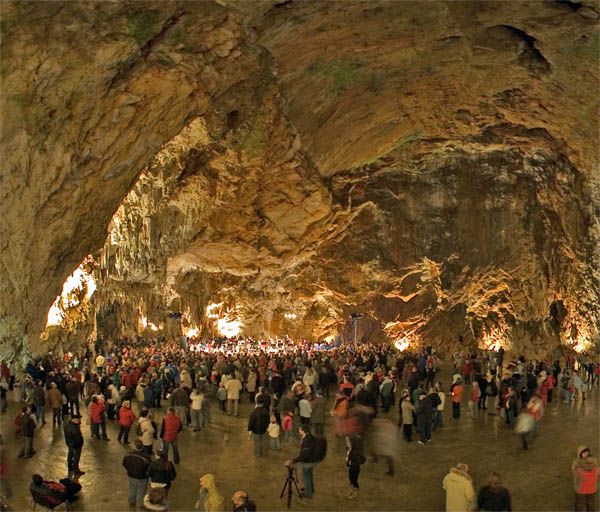
Концертний зал

Посто́йнска Я́ма (словен. Postojnska jama; нім. Adelsberger Grotte) — система карстових печер завдовжки 20 570 м на плато Крас, знаходиться поблизу міста Постойна в Словенії в регіоні Нотрансько-крашка. Найдовша система печер в Словенії і один з найвідвідуваніших туристами місць у цій країні, з XIX століття оснащене електроосвітленням і залізницею.
Печера була утворена водами річки Пивка, яка протікає по печері протягом 800 м. Всередині увесь рік тримається температура близько 10 °С. 5,3 км печери відкрито для відвідування — це найбільша протяжність відкритого для відвідування туристами печерного простору в світі.

## Історія
Печера вперше описана в XVII столітті бароном Янезом Вайкардом Вальвазором. Докладні дослідження і відкриття нових територій печери були зроблені Лукою Чехом в 1818 році, який готував печеру до відвідування першим імператором Австрії Францом II.
У 1819 році печера була відкрита для загального відвідування і Чех став першим офіційним туристичним гідом. Електричне освітлення печери було проведено в 1884 році, навіть раніше ніж в самій Любляні, столиці Крайни, за наказом імператора Франца Йосифа, який відвідував печеру двічі. Для прийому Габсбургів перед входом до печери був збудований розкішний Пред'ямський палац (нині відданий під ресторан).
У роки Першої світової війни через печеру в тил австрійців за допомогою інженерів пройшло ціле військове з'єднання італійської армії.
У 1872 році була прокладена перша в світі печерна залізниця, вагонетки якої спочатку штовхалися гідами, а на початку XX століття був встановлений газовий локомотив. Після 1945 року локомотив був замінений на електричний. У так званому концертному залі всередині печери здавна проводяться музичні заходи (наприклад, в 1930 році тут дав два концерти театр «Ла Скала»).